# 秋篠
秋篠（あきしの）は、奈良県奈良市にある地名。現行行政地名は秋篠町、秋篠新町（以上住居表示未実施）、秋篠早月町一・二丁目、秋篠三和町（以上住居表示実施済み区域）。かつては大和国添下郡に属しており、平城京の北西端にあった西大寺の北側に広がる地域にあたる。現在の皇室の秋篠宮の宮号の由来の土地でもある。
土師氏ゆかりの土地であったと言われており、延暦元年（782年）に土師安人の姓が宿禰から朝臣に改められた際に「居住地にちなんで」秋篠安人と改名。この少し前（具体的年代には諸説あり）に秋篠寺が秋篠の南側に建立された。
承平元年（931年）には神願寺（神護寺の旧称）名義の荘園・秋篠荘の存在が確認できる。後に保元3年（1158年）には所有権が石清水八幡宮の別当寺である護国寺に移っていることが確認できる。
また、和歌の歌枕としても著名であり、西行の『新古今和歌集』に採録された「秋篠や 外山の里や 時雨らむ 生駒の岳に 雲のかかれる」の歌や慈円の『拾玉集』に採録された「旅の空 秋ぞ悲しき 秋篠の 鹿と虫とに 枕並べて」の歌などが代表作として知られている。